# Clube Naval de Rabo de Peixe
O Clube Naval de Rabo de Peixe   (CNRP) é um clube de desporto náutico localizado no Concelho da Ribeira Grande, Freguesia de Rabo de Peixe na ilha de São Miguel, no arquipélago dos Açores.

## Fundação
Aos 22 de outubro de 2001 (23 anos) Francisco José Moreira Lopes, Nuno Miguel Teixeira Velho Cabral e Luís Manuel dos Ramos Rodrigues, outorgando na qualidade de "(...)"comissão instaladora, formalizam a constituição de uma associação sem fins lucrativos, com a denominação de "CLUBE NAVAL RABO DE PEIXE""..", no Cartório Notarial do Concelho de Lagoa, atualmente também conhecido como Clube Naval de Rabo de Peixe.

No artigo segundo da escritura de constituição definem "(...)por objecto: A promoção desportiva e recreio naval através da prática de actividades náuticas. Desenvolver e promover actividades turísticas e de animação turística nomeadamente as relacionadas com o mar.".."

## História
Os habitantes de Rabo de Peixe sempre assumiram a proximidade do  mar como um recurso de subsistência muito importante, o seu porto com uma orientação desfavorável e perigosa, talhava os seus pescadores para as mais difíceis condições marítimas.

Desde a labuta nas atividades da pesca, também a construção e reparação naval garantem a esta comunidade um importante meio de subsistência.

Sendo "(...)"uma das mais importantes comunidades piscatórias".."da Ilha de São Miguel, a interação primordialmente de subsistência foi-se complementando com as emergentes atividades lúdicas e de lazer, despoletando o espírito associativo latente.

No ano de 2001 é então fundado o Clube Naval de Rabo de Peixe, assumindo o papel dinamizador nas mais diversas áreas de recreio náutico.

Finalizando o ano de 2007 a Direção apresenta o projecto de construção da futura sede social, sendo as novas instalações inauguradas um ano depois.

A dificuldade do Clube no acesso ao mar, não foi impeditivo para a profusa atividade do Clube, catalisando mudanças sociais, dinamizando o surf, a vela, a canoagem e o mergulho, fomentando a filiação em Associações e Federações Regionais e Nacionais.

As ações de formação e torneios na modalidade de caça submarina passam a ser organizados pelo Núcleo de Actividades Subaquáticas do Clube Naval de Rabo de Peixe, culminando com a participação de Guilherme Bruges, tendo classificado o clube em primeiro lugar no "1º Troféu da Ilha Terceira de Pesca Submarina"  realizado em abril de 2011 pela Federação Portuguesa de Actividades Subaquáticas, sendo atleta apurado para participar no Campeonato Nacional de Promoção - Pesca Submarina.

## Galeria

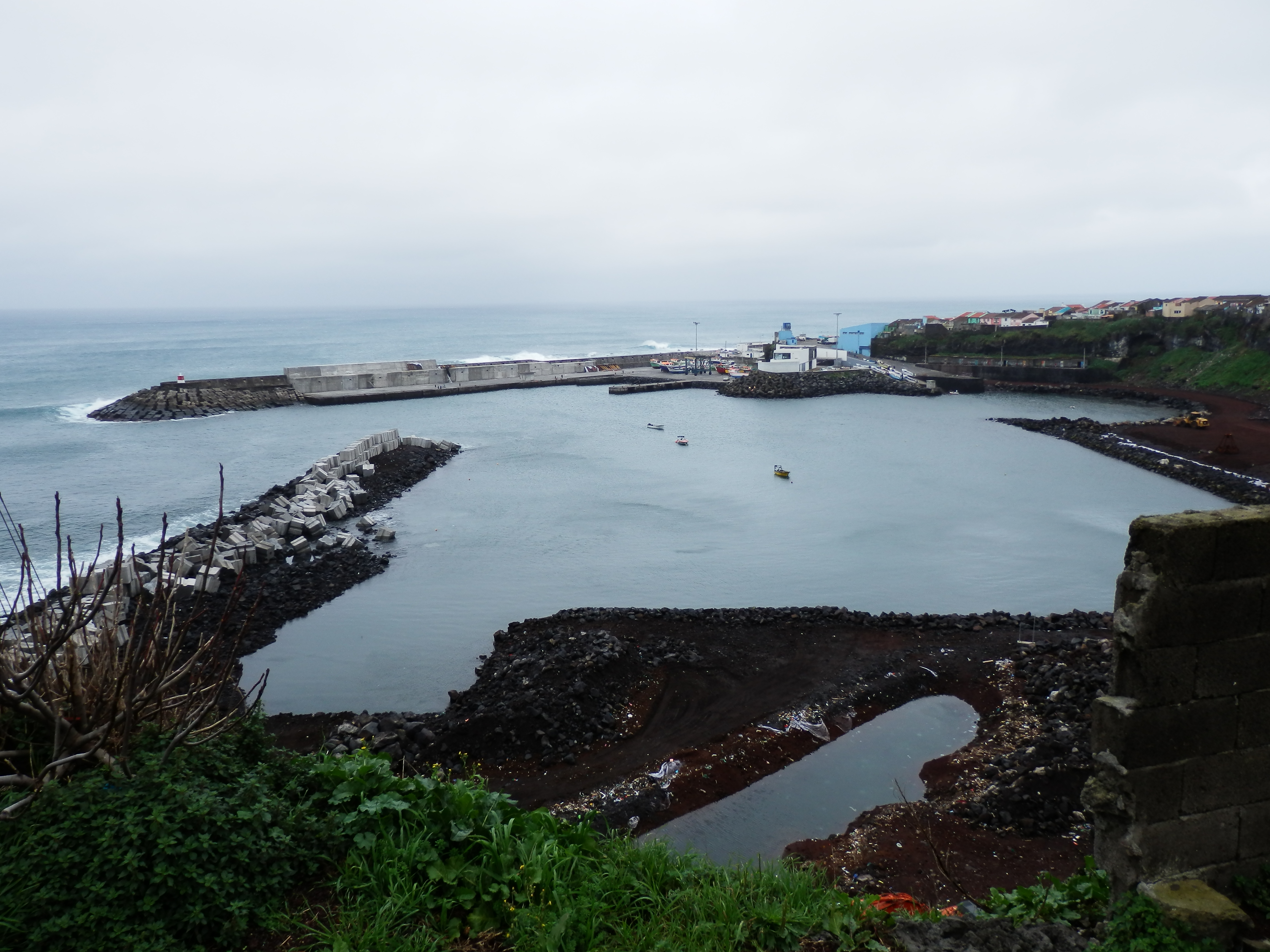
Aspeto geral do Porto.
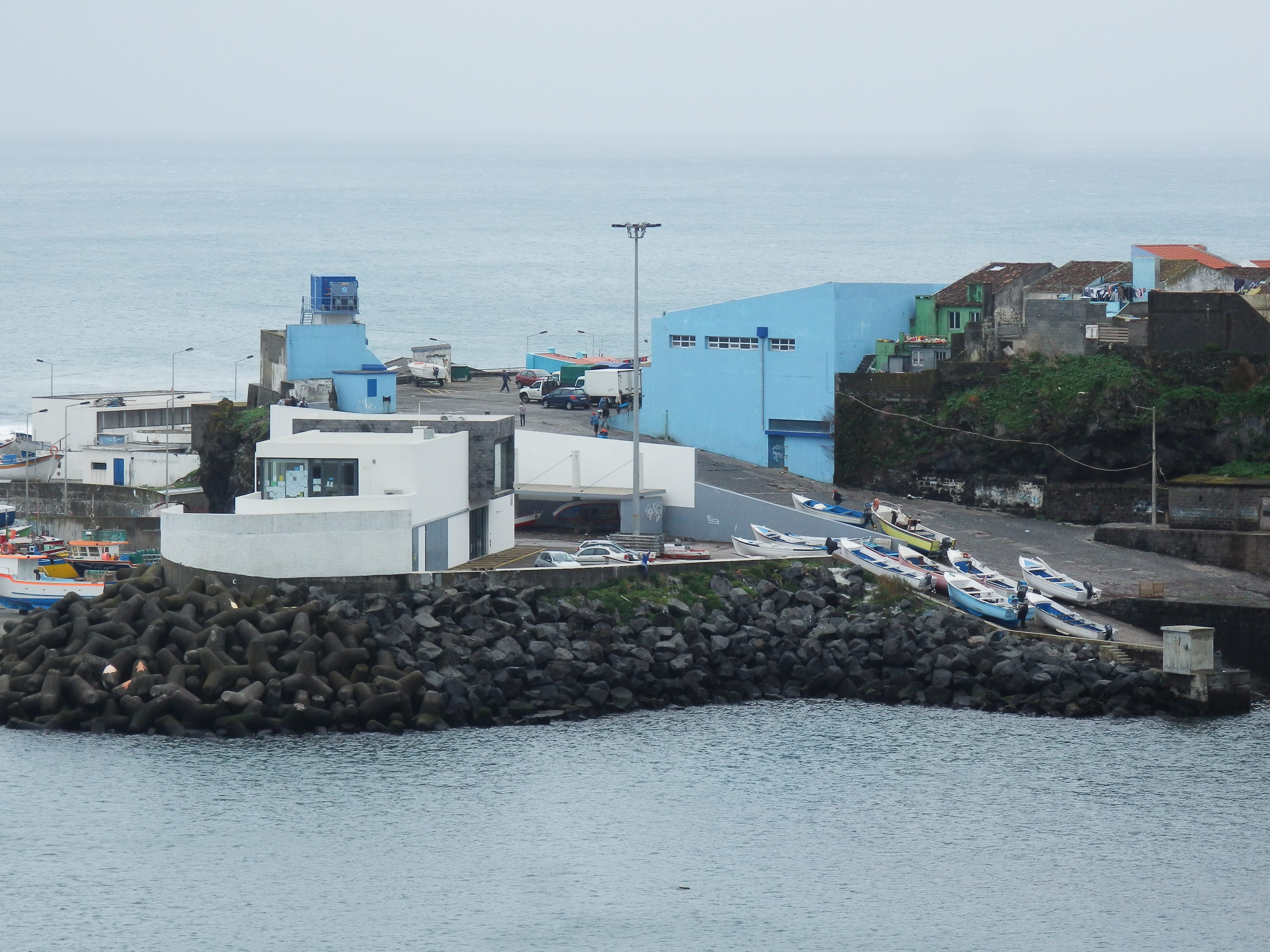
Vista da Freguesia.
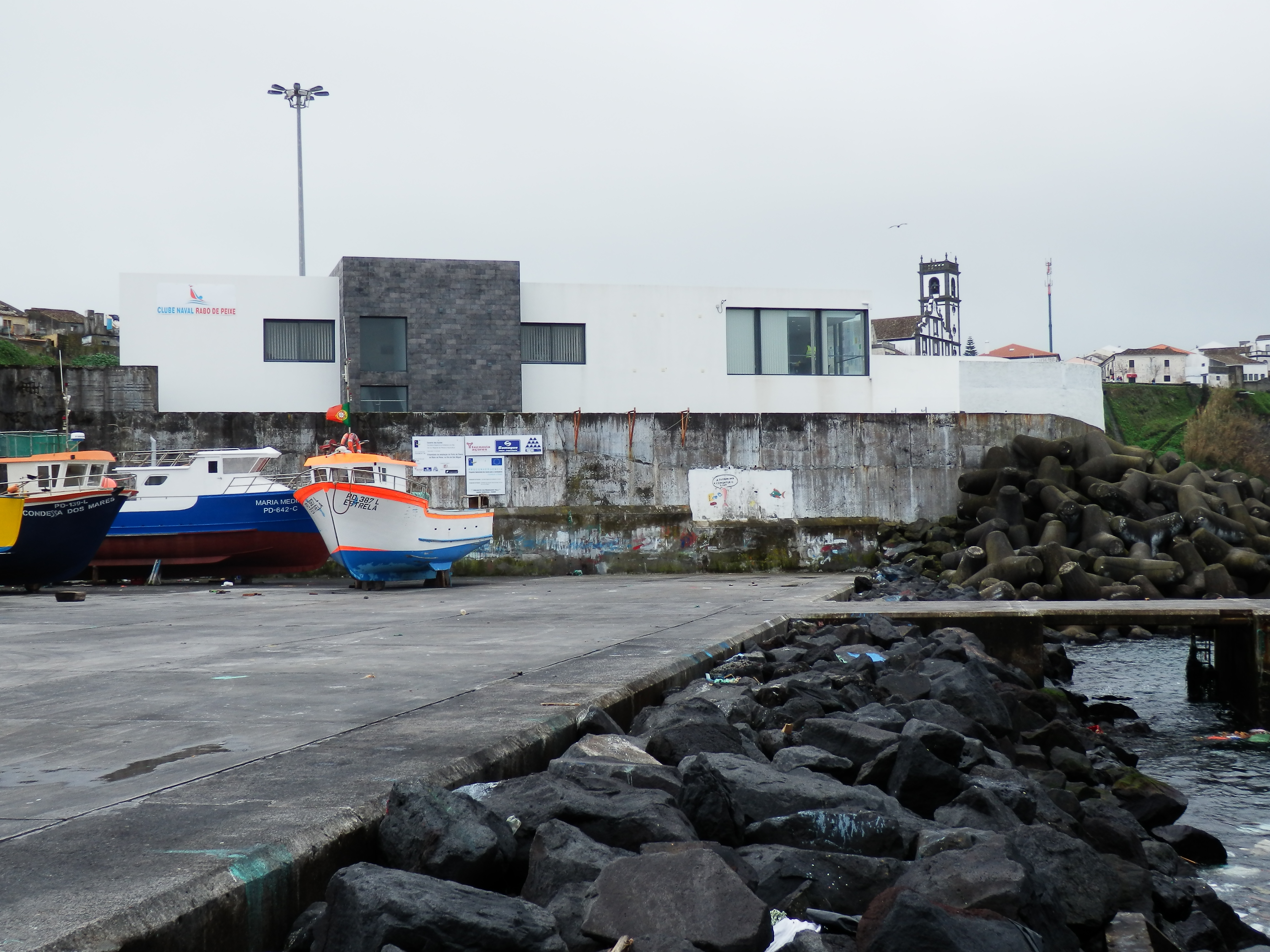
Alçado Sul.
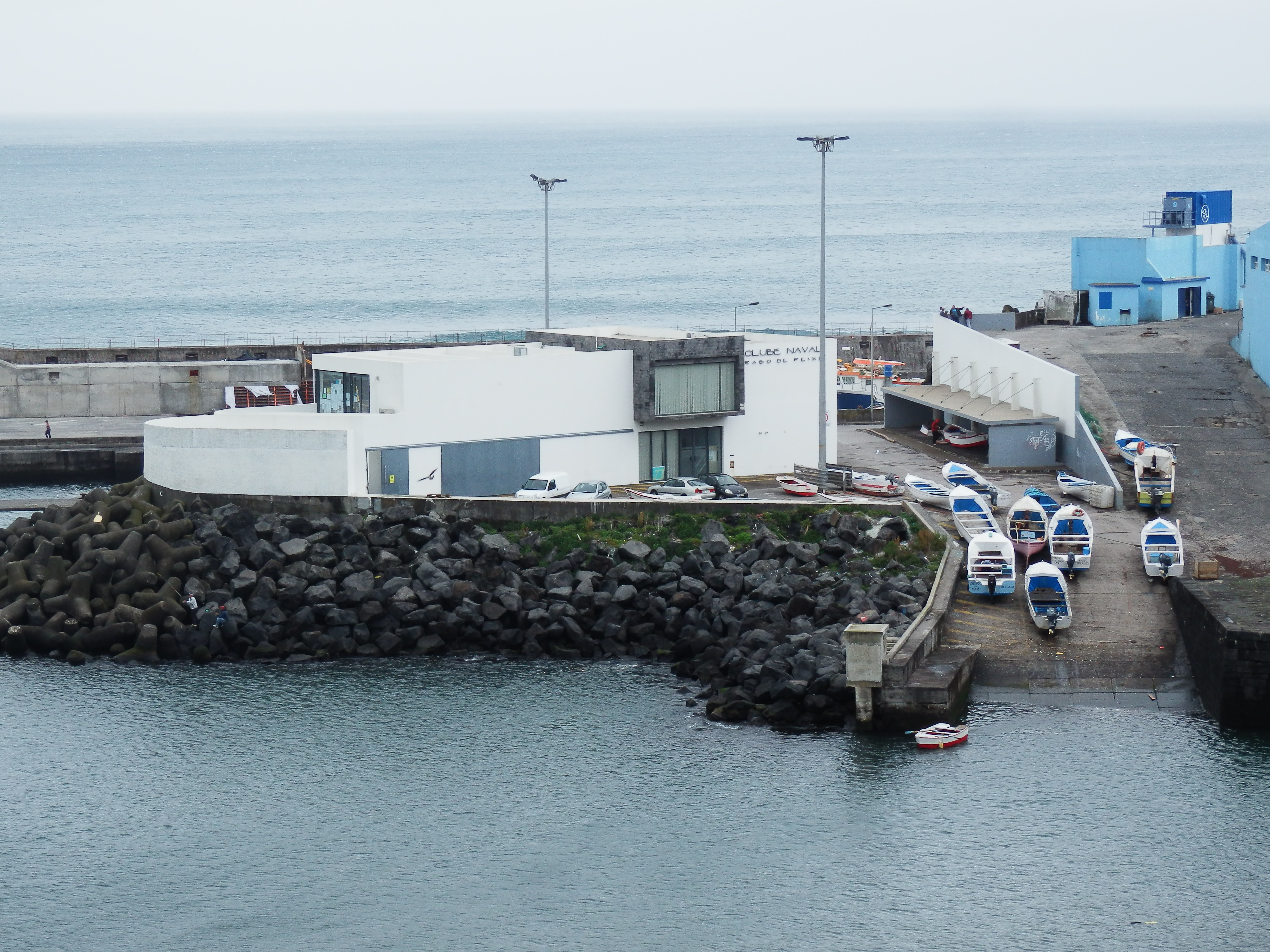
Vista Norte.
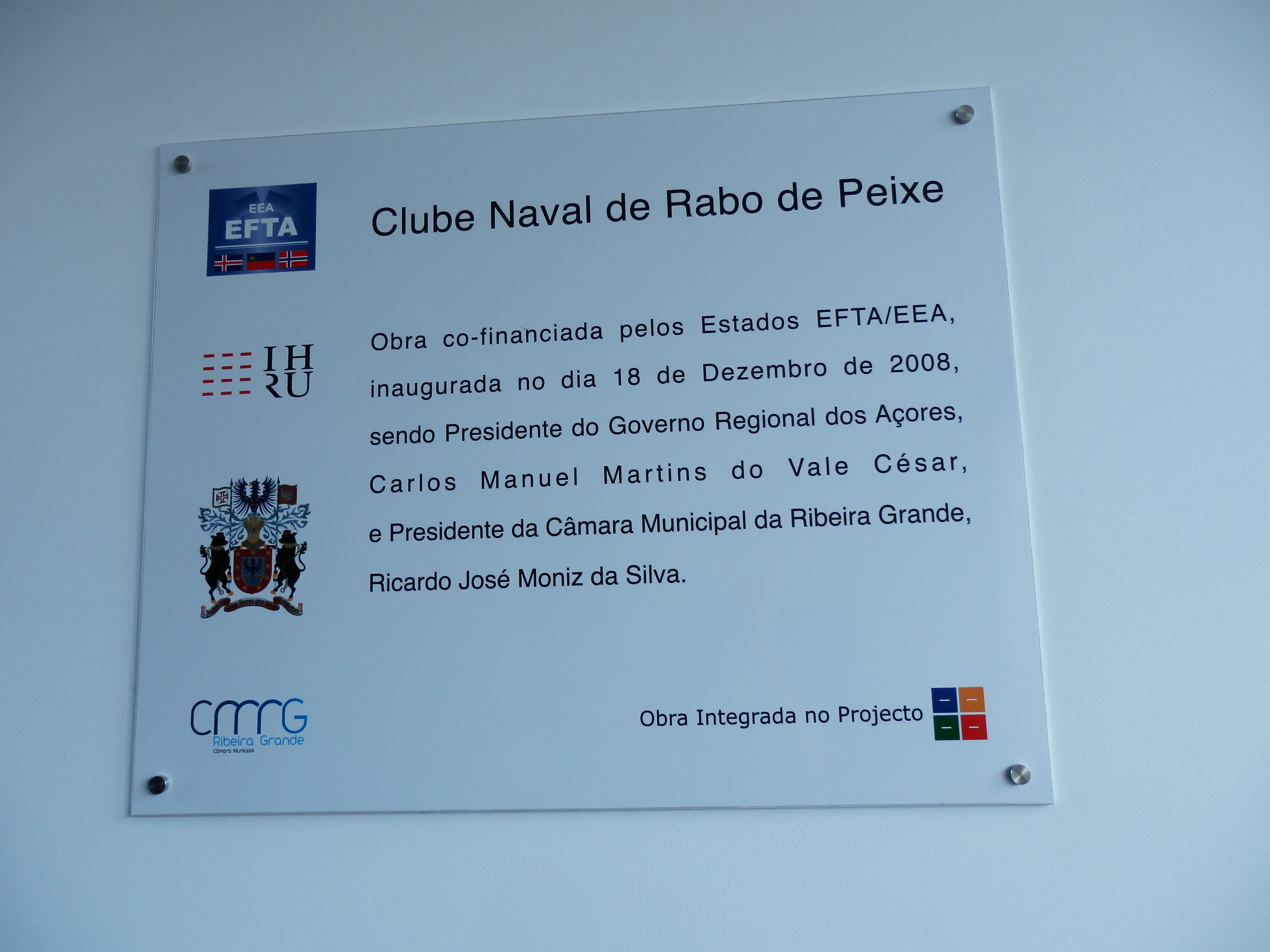
Placa inauguração Sede
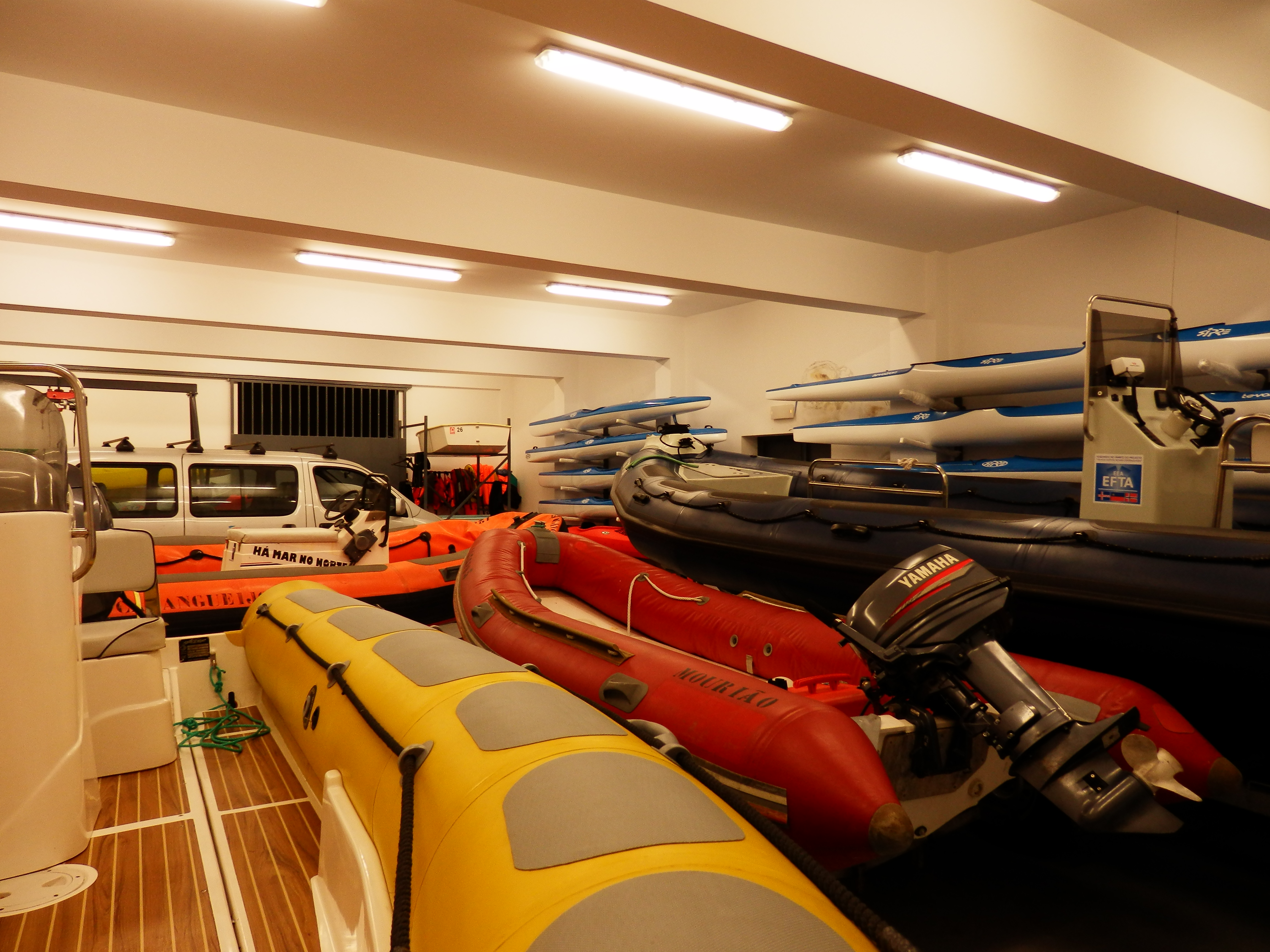
Instalações
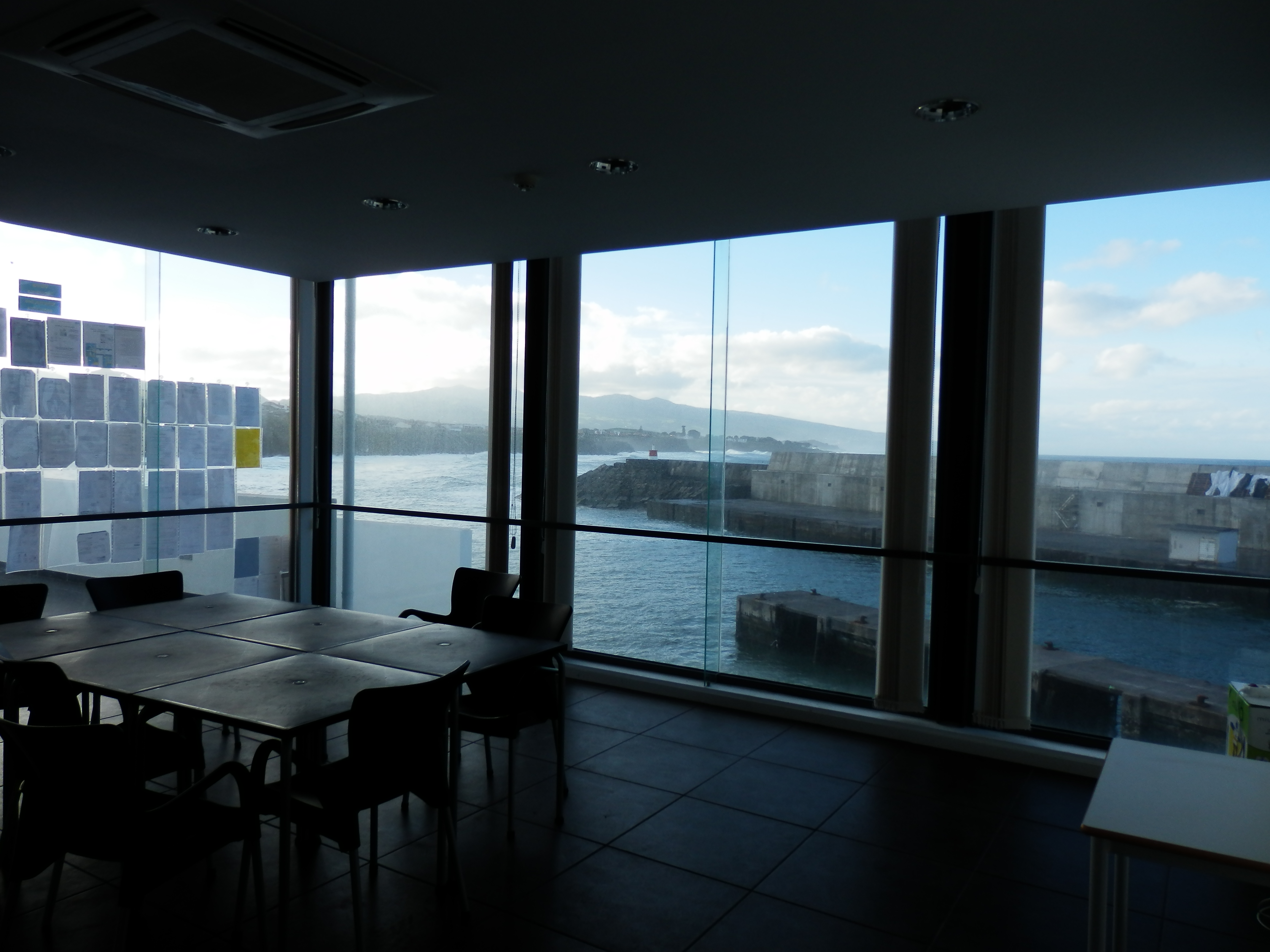
Área social